# Pioneer 6
Pioneer 6 war eine Raumsonde der US-amerikanischen Weltraumorganisation NASA im Rahmen des Pioneer-Programms. Sie war die erste von insgesamt vier erfolgreichen und einer fehlgeschlagenen Pioneer-Sonden zur Messung der Sonnenaktivität und deren Auswirkung auf den interplanetaren Raum. Sie sollte, wie die vier nachfolgenden Sonden, auf einer heliozentrischen Umlaufbahn Messungen vornehmen und unter anderem vor Sonnenstürmen warnen.

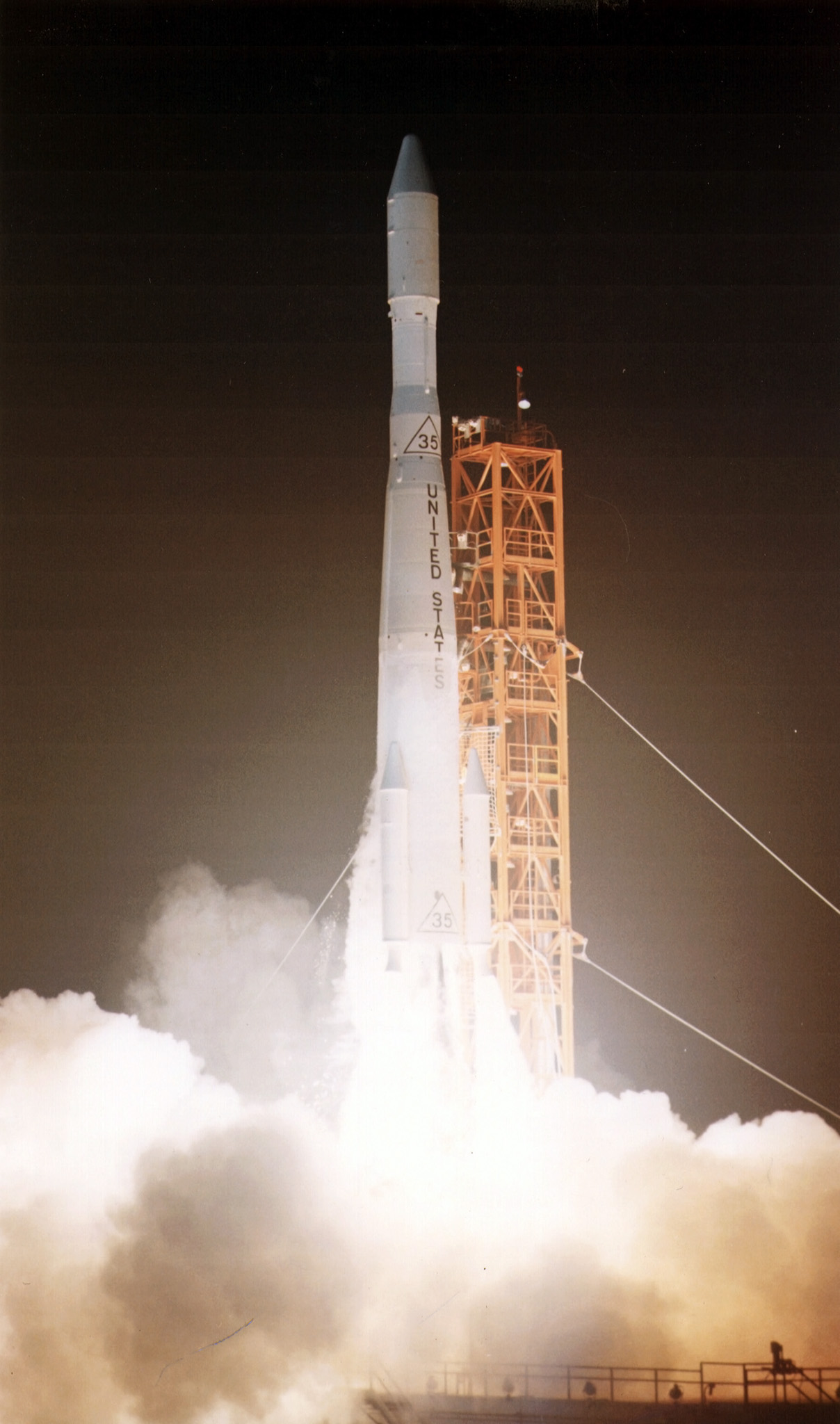
Start der Pioneer-6-Sonde auf einer Delta-E-Trägerrakete

## Aufbau
Pioneer 6 besaß einen zylindrischen Körper mit einer Höhe von 81 Zentimetern und einem Durchmesser von 94 Zentimetern. Neben einer internen Batterie war die Sonde an ihrem Körper mit insgesamt 10.368 Solarzellen beklebt, um die Stromversorgung sicherzustellen. Die Sonde war drallstabilisiert und besaß mehrere mit Stickstoff betriebene Düsen. Zudem sorgten zwei Stangen, die sich nach dem interplanetaren Magnetfeld ausrichteten, für die notwendige Stabilität. Insgesamt befanden sich zehn verschiedene Instrumente an Bord, darunter ein Magnetometer, ein Instrument zum Messen des Sonnenwindes und ein Instrument zur Messung der kosmischen Hintergrundstrahlung.

## Mission
Nach dem Start am 16. Dezember 1965 wurde Pioneer 6 in eine heliozentrische Umlaufbahn zwischen der Erde und der Venus gebracht. Eine Rotation von 60 Umdrehungen pro Minute um die Längsachse der Sonde sorgte für eine Spinstabilisierung. Die Messergebnisse wurden auf einem Bandlaufwerk zwischengespeichert und dann an die Bodenstation übertragen. Obwohl nur auf eine Missionsdauer von 6 Monaten ausgelegt, konnten noch Jahrzehnte später Daten abgerufen werden. So am 29. Juli und 15. Dezember 1995 und am 6. Oktober 1997. Am 8. Dezember 2000, dem 35. Jahrestag der Mission, gelang erneut für ca. 2 Stunden ein Kontakt mit der Sonde. Da die Leistung der Solarzellen immer weiter abnimmt, wird nicht damit gerechnet, mit der Sonde erneut in Kontakt treten zu können.

## Orbit
Pioneer 6 war auf einer Bahn mit einer Periapsis von 0,81 AU und einer Apoapsis von 0,98 AU unterwegs. Die Umlaufzeit betrug rund 311 Tage. Die Bahn hatte eine Neigung von 0,202° und eine Exzentrizität von 0,09426.

## Ergebnisse
Die Mission war ein voller Erfolg. Pioneer 6 war für eine Lebensdauer von ca. 6 Monaten ausgelegt, übertraf sie aber weit. Ihre Daten über Sonnenstürme wurden von mehr als tausend Institutionen und Firmen genutzt.